# Festival 38e Rugissants
Le Festival 38e Rugissants est un ancien festival de musique qui s'est déroulé chaque mois de novembre entre 1989 et 2010 dans différents lieux culturels de l'agglomération grenobloise.
Consacré à la création de musique contemporaine, ce festival est consacré aux musiques du monde entier. Un large éventail de représentations musicales est abordé : opéras, œuvres symphoniques et lyriques, théâtre musical, musiques improvisées, spectacles pluridisciplinaires, poésie sonore. Les artistes trouvent ici matière à favoriser leur imagination.
Initié par Benoît Thiebergien en 1989, le festival est animé aujourd’hui par une équipe dirigeante permanente.
Les lieux investis pour le festival sont très diversifiés autant sur le plan géographique que sur le plan thématique : MC2, Musée de Grenoble, Musée dauphinois, Rampe d'Échirolles, l'Hexagone de Meylan, Théâtre Jean-Vilar de Bourgoin-Jallieu.
Les partenaires de ce festival sont des collectivités territoriales comme notamment le Conseil général de l'Isère, la ville de Grenoble mais aussi des partenaires professionnels comme la Sacem ou le Fonds pour la création musicale, et enfin des partenaires médiatiques, Télérama, France Musique, Radio Campus Grenoble.
Le Festival 38e Rugissants est également partenaire culturel associé du Festival international des musiques nomades de Nouakchott, capitale de la Mauritanie.
En 2011, le Festival 38e Rugissants fusionne avec le Grenoble Jazz Festival pour donner naissance à un nouvel événement : Les Détours de Babel, festival des musiques du monde contemporain.